# 11-es busz (Győr)
A győri 11-es jelzésű autóbusz Marcalváros és Bácsa között közlekedik a belváros és az egyetem érintésével. A 11Y busz hasonló útvonalon közlekedik. A vonalat a Volánbusz üzemelteti.

## Útvonala
| Bácsa, Ergényi lakótelep, Telek utca felé: | Marcalváros, Kovács Margit utca felé: |
| --- | --- |
| Marcalváros, Kovács Margit utca vá. – Mécs László utca – Bakonyi út út – Lajta út – Vasvári Pál utca – Tihanyi Árpád út – Szent István út – Aradi vértanúk útja – Virágpiac tér – Zechmeister utca – Rába Kettős híd – Rát Mátyás tér – Híd utca – Töltésszer – Stromfeld utca – Jedlik Ányos híd – Kálóczy tér – Hédervári út – Szövetség utca – Bácsai út – Külső Bácsai út – Boglárka utca – Sövény utca – Külső Bácsai út – István király út – Vámosi utca – Csonkaér út – Bácsa, Ergényi lakótelep, Telek utca vá. | Bácsa, Ergényi lakótelep, Telek utca vá. – Csonkaér út – Vámosi utca – István király út – Külső Bácsai út – Sövény utca – Boglárka utca – Külső Bácsai út – Bácsai út – Szövetség utca – Hédervári út – Kálóczy tér – Jedlik Ányos híd – Stromfeld utca – Erkel Ferenc utca – Kossuth Lajos utca – Rát Mátyás tér – Rába Kettős híd – Zechmeister utca – Jókai utca – Szent István út – Tihanyi Árpád út – Vasvári Pál utca – Lajta út – Bakonyi út – Mécs László utca – Marcalváros, Kovács Margit utca vá. |

## Megállóhelyei
A hasonló útvonalon közlekedő, az egyetemet és a vidéki buszpályaudvart elkerülő 11Y nincsen feltüntetve.
| 0  | Marcalváros, Kovács Margit utca végállomás                           | 37 | 1, 37T | Krúdy Gyula Turisztikai és Vendéglátóipari Technikum, Arany János Általános Iskola |
| 1  | Bakonyi út, Gerence út (↓) Bakonyi út, marcalvárosi aluljáró (↑)     | 35 | 1, 1A, 21, 21B | Pattantyús-Ábrahám Géza Technikum |
| 2  | Lajta út, gyógyszertár                                               | 33 | 22, 22A, 22B, 22Y, 42 | Dr. Kovács Pál Megyei Könyvtár Marcalvárosi Fiókkönyvtára, Mesevár Óvoda, Kovács Margit Óvoda, Idősek Otthona |
| 4  | Lajta út, posta                                                      | 32 | 22, 22A, 22B, 22Y, 42 | Benedek Elek Óvoda, Brunszvik Teréz Német Nemzetiségi Óvoda, Szent-Györgyi Albert Egészségügyi és Szociális Szakképző Iskola, Kovács Margit Általános Művelődési Központ                                                                                               |
| 6  | Vasvári Pál utca, kórház, főbejárat                                  | 30 | 6, 23, 23A, 24, 26, 28, 37, 37T | Petz Aladár Megyei Oktató Kórház, Győr Plaza |
| 8  | Tihanyi Árpád út, kórház                                             | 29 | 2, 2B, 14, 14B, 25, 32, 34, 36, 38, 38A | Petz Aladár Megyei Oktató Kórház, Vuk Óvoda, Fekete István Általános Iskola, Kassák úti Bölcsőde |
| 10 | Török István utca                                                    | 27 | 27 | Kossuth Zsuzsanna Leánykollégium, Vásárcsarnok |
| 11 | Malom liget                                                          | 26 | 9, 9A, 19, 19A, 27, 32, 34, 36, 37T | Malom liget |
| 14 | Szent István út, Iparkamara                                          | 24 | 6, 8, 8B, 10, 12, 12A, 14, 14B, 15A, 30, 30A, 30B, 30Y, 31, 31A, 42, CITY | Győr-Moson-Sopron Megyei Kereskedelmi és Iparkamara, Deák Ferenc Közgazdasági Technikum, Bisinger József park |
| 16 | Aradi vértanúk útja, szökőkút                                        | ∫  | 1, 1A, 2, 5, 5B, 5R, 6, 7, 8, 8B, 9A, 12, 12A, 15, 15A, 19A, 21, 21B, 22, 22A, 22B, 22Y, 30, 30A, 30B, 30Y, 31, 31A, 37, 37T, 38, 38A, CITY Távolsági járatok S10 G10 , IC, InterRégió, EC, EN, ER, gyorsvonat, expresszvonat, | Győr Városháza, Honvéd liget, Révai Miklós Gimnázium, Megyeháza, Győri Törvényszék, Büntetés-végrehajtási Intézet, Richter János Hangverseny- és Konferenciaterem, Zenés szökőkút                                                                                      |
| ∫  | Honvéd liget                                                         | 23 | 1, 1A, 2, 5, 5B, 5R, 6, 7, 8, 8B, 9A, 12, 12A, 15, 15A, 19A, 21, 21B, 22, 22A, 22B, 22Y, 30, 30A, 30B, 30Y, 31, 31A, 37, 37T, 38, 38A, CITY Távolsági járatok S10 G10 , IC, InterRégió, EC, EN, ER, gyorsvonat, expresszvonat, | Győr Városháza, Honvéd liget, Révai Miklós Gimnázium, Megyeháza, Győri Törvényszék, Büntetés-végrehajtási Intézet, Richter János Hangverseny- és Konferenciaterem, Zenés szökőkút                                                                                      |
| 17 | Zechmeister utca, Bécsi kapu tér (↓) Zechmeister utca, Rába-part (↑) | 21 | 9A, 17, 17B, 19A, 37T, CITY | Virágpiac tér, Karmelita Rendház, Karmelita templom, Bécsi kapu tér, Arrabona áruház |
| ∫  | Petőfi tér, zsinagóga                                                | 19 | 1, 1A, 2B, 19, 29 | Zsinagóga, Kossuth Kollégium, Péterfy Sándor Evangélikus Gimnázium, Általános Iskola és Óvoda, Evangélikus öregtemplom, Kossuth Lajos Szakközépiskola, Református templom, Kossuth Lajos Általános Iskola, Petz Aladár Oktató Kórház Reumatológiai Osztály, Petőfi tér |
| 19 | Híd utca, Rába Quelle fürdő                                          | ∫  | | Rába Quelle Termálfürdő, Petz Aladár Oktató Kórház Reumatológiai Osztály |
| ∫  | Erkel Ferenc utca                                                    | 18 | 8, 8B, 14, 14B | Szabadhegyi Magyar-Német Két Tanítási Nyelvű Általános Iskola és Gimnázium, Lepke utcai Óvoda |
| ∫  | Radnóti Miklós utca, Szarvas utca                                    | 17 | 8, 8B, 14, 14B | |
| 21 | Széchenyi István Egyetem                                             | 15 | 6, 9, CITY | Széchenyi István Egyetem, Hédervári úti Óvoda, Szentháromság templom, 7-es posta |
| 23 | Báthory út                                                           | 14 | 2B | Révfalui temető, Készenléti Rendőrség |
| 24 | Bácsai út, Kertész utca                                              | 13 | | Révfalui temető, Készenléti Rendőrség |
| 26 | Körtöltés utca (AUDI-iskola)                                         | 11 | 2B | Audi Hungaria Általános Művelődési Központ, Révfalui izraelita temető |
| 27 | Irinyi János utca                                                    | 10 | | |
| 28 | Viza utca                                                            | 9  | | |
| 29 | Votinszky utca                                                       | 8  | | |
| 30 | Kisbácsa, templom                                                    | 7  | | Nagyboldogasszony Plébánia |
| 31 | Sövény utca, iskola                                                  | 6  | | Kisbácsai Általános Iskola, Posta, Kisbácsai Óvoda, Orvosi rendelő |
| 32 | Dombhát utca                                                         | 5  | | |
| 33 | Gát utca                                                             | 4  | 10 | Füvészkert |
| 34 | Bácsa, posta                                                         | 3  | 10 | Nagybácsai óvoda, Szent István Plébánia, Gyermekorvosi rendelő |
| 35 | Vámosi utca                                                          | 2  | | Jászai utcai focipálya |
| 36 | Kismező utca                                                         | 1  | | Bácsai temető |
| 37 | Bácsa, Ergényi lakótelep, Telek utca végállomás                      | 0  | | |

## Külső hivatkozások
- Északnyugat-magyarországi Közlekedési Központ weboldala. [2018. október 31-i dátummal az eredetiből archiválva]. (Hozzáférés: 2018. november 30.)
- Vonalhálózati térkép (PDF). Északnyugat-magyarországi Közlekedési Központ. [2017. június 6-i dátummal az eredetiből archiválva]. (Hozzáférés: 2018. március 9.)